# Sérgio Porto (físico)
Sérgio Pereira da Silva Porto (Niterói, 19 de janeiro de 1926 — Novosibirsk, 21 de junho de 1979), mais conhecido como Sérgio Porto, foi um pioneiro físico brasileiro que se notabilizou por suas pesquisas em espectroscopia e para a utilização da radiação laser na medicina.
Sérgio Porto foi um dos mais conceituados físicos brasileiros e um dos mais citados em publicações internacionais. Foi o responsável por criar o Departamento de Eletrônica Quântica da Universidade Estadual de Campinas (Unicamp). Também trabalhou com as direções de propagação na incidência e dispersão de fótons, utilizando a Espectroscopia Raman, criando a "Notação de Porto" (Porto's notation), que é uma forma de indicar a configuração da experiência ao se utilizar o método Raman. Foi membro da Academia Brasileira de Ciências e da American Physical Society.

## Biografia
Sérgio nasceu na cidade de Niterói, em 1926. Era filho de Grimalda Valle da Silva Porto e Eginete Pereira da Silva Porto (1900 - 1968), ambos pescadores, que tiravam o sustento do mar para mandar seu filho para a universidade. O casal teve seis filhos, cinco homens e uma mulher, sendo Sérgio o segundo filho mais velho. Parte de sua infância e adolescência foi passada em Vista Alegre, no Mato Grosso do Sul, onde teve contato com a comunidade indígena. Em Niterói, Sérgio e os irmãos confeccionavam lápis que eram vendidos na porta do Cassino da Urca.
Alfabetizado em casa pela mãe, junto dos irmãos, Sérgio estudou no Colégio Brasil de Niterói, dirigido na época por João Brasil, amigo da família que tinha sido professor de seu pai. Sérgio já se mostrava interessado pelas ciências nessa época e a educação rígida no colégio foi providencial para domar seu modo rebelde. Formando-se no ensino médio, Sérgio ingressou no curso de química da Faculdade Nacional de Filosofia do Rio de Janeiro, hoje a Universidade Federal do Rio de Janeiro, onde se bacharelou e se licenciou, em 1947. Em 1950, casou-se com Hilta Wanderley Cantanhede, com quem teve quatro filhos.

## Carreira

### Baltimore
Sendo um bom aluno e com ótimas notas na graduação, Sérgio conseguiu uma bolsa de estudos do Institute of International Education, sediado em Nova Iorque. Logo após seu casamento, no final de setembro de 1950, o casal se mudou para Baltimore, onde Sérgio iniciou seu doutorado em física pela Universidade Johns Hopkins. Foi nesse período que nasceram seus filhos, Paulo Rogério em em 1951 e Marcia Heloisa em 1953. Sob a orientação de Gerhard Heinrich Dieke, Sérgo defendeu seu doutorado sobre espectros de infravermelho das moléculas de hidrogênio e água. Os resultados da pesquisa foram publicados no Journal of the Optical Soviety of America.

### São José dos Campos
Sérgio e a família retornaram ao Brasil em 1954, onde ele assumiu o cargo de professor assistente no Instituto Tecnológico de Aeronáutica (ITA). Sem muitos recursos disponíveis, Sérgio e e outros membros docentes montaram um monocromador de boa resolução, utilizando uma grade de difração fabricada no Johns Hopkins. Sérgio desenvolveria vários instrumentos ao longo da carreira que geraram grandes avanços em espectroscopia.
Nesse período, Sérgio faria duradouras amizades com Wladimir Guimarães e Rogério Cerqueira Leite. Também neste período nasceriam mais dois filhos, Ivan Pedro (1955) e Paulo Rogério (1960).

### Murray Hill
Em 1960, Sérgio voltou com a família para os Estados Unidos para trabalhar no Bell Labs, em Nova Jérsei. Era o ano da descoberta do laser e Sérgio viajou com a intenção de estudar materiais para compor novos tipos de lasers. Foi por volta dessa época que Sérgio teve a ideia de utilizar lasers, e não lâmpadas, na técnica de espectroscopia Raman. Com o laser, o tempo de aquisição de um espectro Raman caiu de dias para apenas quinze minutos. Sérgio pesquisou o efeito Raman em líquidos, gases, cristais e vidros, e logo se tornaria um dos mais produtivos espectrometristas do mundo.
Sérgio desenvolveu várias melhorias à técnica Raman, entre elas a invenção do duplo monocromador que permitiu observar linhas Raman mais próximas da linha laser que, em geral, ficavam ofuscadas pelo efeito de espalhamento Rayleigh e pela própria largura da linha laser em um monocromador convencional. O laboratório de Sérgio no Bell Labs se tornou um dos mais importantes no campo da espectroscopia de estado sólido.
Ele também introduziu o que hoje se chama Notação Porto, para se referir aos estados de polarização da luz incidente e espalhada pela espectroscopia Raman. Sérgio permaneceu no Bells Labs até 1967. Em 1964, Sérgio passou alguns meses na Universidade do Colorado, onde conheceu o físico Kenneth M. Evenson, responsável pela medida mais precisa da velocidade da luz e pal redefinição do padrão do metro nela baseada. Dez anos depois, em seu ano sabático, Kenneth viria até a Universidade de Campinas para trabalhar com Sérgio.

### Los Angeles
Em 1967, Sérgio assumiu o cargo de professor titular de física na Universidade do Sul da Califórnia (USC). Em seu grupo estavam os físicos argentinos Carlos Arguello e Roberto Luzzi. De passagem pela universidade estava o brasileiro Wladimir Guimarães, que era na época o chefe do departamento de física da Universidade de Brasília. Sérgio tinha costume, por onde passava, de contratar cientistas brasileiros para compor suas equipes científicas. Vários cientistas do Brasil receberam bolsas do CNPq e partiram para períodos no exterior, o que contribuiu e muito para a ciência brasileira. Estudantes também foram atraídos pelas oportunidades, além de pesquisadores de outros países e boa parte desse contingente acabou acompanhando Sérgio quando ele voltou ao Brasil.
Sérgio permaneceu na USC até junho de 1973, quando voltou ao Brasil a convite do reitor da Universidade de Campinas, o professor Zeferino Vaz.

### Campinas
De volta ao Brasil e agora professor titular da Unicamp, Sérgio fundou o Departamento de Eletrônica Quântica do Instituto de Física da universidade. Em dezembro de 1966, a Unicamp tinha criado o Instituto de Física e dentro dele o primeiro departamento foi o de raios cósmicos, chefiado por César Lattes. Em 1971, o então diretor do instituto, Rogério Cerqueira Leite, percorreu o país em busca de pesquisadores e professores em outras universidades brasileiras e estrangeiras para compor o quadro docente do instituto. Vários pesquisadores de renome voltaram do exterior na época, incluindo Sérgio Porto.
O governo militar na época, interessado na independência tecnológica do país, destinou recursos adequados para a implantação da Unicamp, comparados com os recursos que universidades estrangeiras recebiam na época. Sérgio, porém, tinha várias condições para retornar.
| “ | (...) trinta doutores, um edifício e 2 milhões de dólares. | ” |

Sérgio conseguiu os recursos e ainda trouxe junto parte de sua equipe da USC. Entre 1973 e 1974, a Unicamp instalaria diversos institutos e centros de pesquisa, inclusive o Centro de Tecnologia que pesquisava o álcool como substituição para a gasolina. Vários edifícios seriam construídos para os novos Instituto de Química, Instituto de Matemática, Faculdade de Engenharia e Faculdade de Engenharia de Alimentos. Sérgio chegou em 1973, mas o prédio de seu novo departamento só seria construído em 1976.
Um dos grandes projetos do novo departamento de Sérgio era a pesquisa de fibras ópticas em conjunto com as pesquisas de laser de diodo, que se propunha a desenvolver a tecnologia-chave das telecomunicações do futuro, com o apoio da Telebrás. A primeira fibra óptica fabricada no hemisfério sul foi fabricada no departamento de Sérgio Porto.
Em 1974, Sérgio firmou uma parceria entre a Unicamp e seu departamento com o Centro Técnico Aeroespacial, em São José dos Campos, para desenvolver o enriquecimento isotópico a laser, onde se separam os isótopos de urânio com laser.
Ao longo da carreira, Sérgio orientou dezesseis teses de doutorado, participou de mais de oitenta seminários e foi autor de 140 publicações científicas que ainda são referência na área, além de apresentar sessenta trabalhos. Era membro da Optical Soviety of America, da American Physical Soviety e Membro da Academia Brasileira de Ciências.

## Morte
Sérgio estava em Novosibirsk, para uma conferência sobre a física dos lasers. Um grande admirador de futebol e jogador desde criança, ele organizou uma partida com colegas de conferência no dia 21 de junho de 1979. Sérgio passou mal durante a partida e sofreu um infarto fulminante, morrendo aos 54 anos.
Em sua homenagem, há uma rua que leva seu nome no bairro do Jabaquara, na cidade de São Paulo.